# Wilhelm Bachem
Wilhelm Bachem (* 19. März 1903 in Mülheim an der Ruhr; † 4. Oktober 1962 in Essen) war ein deutscher Politiker der Christlich Demokratischen Union Deutschlands (CDU) in der frühen Deutschen Demokratischen Republik (DDR). Er war Abgeordneter der ersten Volkskammer, Minister für Verkehr in Thüringen und Staatssekretär im Ministerium für Verkehr der DDR. 1951 floh er nach West-Berlin.

## Leben
Nach der Ausbildung zum Drogisten arbeitete Wilhelm Bachem bis 1938 als selbständiger Drogist und wurde Mitglied der Deutschen Demokratischen Partei (DDP), die später in der Deutschen Staatspartei (DStP) aufging. 1930 war im Wahlkreis Düsseldorf-Ost und West Kandidat der DStP für den Reichstag, wurde aber nicht gewählt. Bachem war Mitglied des Jungdeutschen Ordens.
Nach der Machtergreifung der Nationalsozialisten wurde Bachem 1933 Mitglied des Nationalsozialistischen Kraftfahrerkorps (NSKK). 1939/40 kämpfte er im Zweiten Weltkrieg, wurde dann aber wegen Krankheit aus der deutschen Wehrmacht entlassen. Er arbeitete bis Kriegsende als Inhaber eines Fuhrunternehmens und eines Heilkräutergutes.
Nach Kriegsende trat Bachem in die CDU ein und wurde 1946 Verwaltungsdirektor der CDU-Landesgeschäftsstelle Thüringen. 1947 wurde er im Rang eines Ministerialdirektors Leiter der Hauptabteilung Verkehr im Ministerium für Wirtschaft, Arbeit und Verkehr des Landes Thüringen. Von Oktober 1947 bis Februar 1950 war er Minister für Verkehr in Thüringen und Mitglied der Deutschen Wirtschaftskommission.
1947 wurde Bachem Mitglied des ständigen Ausschusses des Deutschen Volkskongresses. Von 1948 bis 1950 war er Mitglied des CDU-Hauptvorstandes und Vorsitzender der zentralen Revisionskommission der Partei. 1949 wurde Bachem stellvertretender Vorsitzender des CDU-Landesverbandes Ost-Berlin und war ab 1950 Mitglied des politischen Ausschusses des CDU-Hauptvorstandes. Außerdem war er Geschäftsführer der Zentralen Vermögensverwaltung der CDU.
1949/50 war Bachem Mitglied des Deutschen Volksrats, später Abgeordneter der ersten Volkskammer. Von März bis November 1950 war er Staatssekretär im Ministerium für Verkehr der DDR.
Im Januar 1951 setzte sich Bachem nach West-Berlin ab und floh in die Bundesrepublik Deutschland, wo er politisch nicht mehr in Erscheinung trat. Später arbeitete er als kaufmännischer Angestellter und als Inhaber einer Firma für Wohnwagen.